# Bufanolide
Bufanolide is a C24 steroïde en indirect de stamverbinding van de bufadienolides. Derivaten ervan zijn aangetroffen in Bufo en Scilla als een aglycon van hartglycosiden. Zij zijn in het algemeen giftig.